# 甘藍指軟珊瑚
甘藍指軟珊瑚(學名:Sinularia brassica )是指形軟珊瑚屬底下唯一一個種，又稱為卷曲指形軟珊瑚。過往此屬有著非常多的種類，但是2022年McFadden, van Ofwegen & Quattrini，重新歸類將此屬大部分的物種移至硬指軟珊瑚屬。

## 特徵
珊瑚體通常為表覆形，柱部很短，冠部表面形態有多種變異，包括葉狀、脊狀或指狀隆起。群體收縮時，表面的脊略顯彎曲，珊瑚體粗糙而堅硬。
珊瑚蟲：珊瑚蟲單型，大而突出，可能呈淡黃、黃綠或白色，不均勻分布於表面，在邊緣較集中。生活群體呈黃或綠褐色。
骨針：冠部表層含有許多T字形的棒形骨針，長約0.12~0.22 mm之間，棒頭的寬度通常在0.06~0.15 mm之間，表面有許多突起；柱部表層含相似形態的骨針，長寬也大致相似。冠部和柱部內層骨針為粗大的紡錘形，長度可達4 mm，寬度可達0.65 mm，大骨針於組織內清晰可見。
牠的生長大小40至60公分。

## 分佈
分佈於印度-太平洋海域，台灣、中國、印尼、菲律賓、馬來西亞、巴布亞紐幾內亞、澳洲北部、泰國、緬甸、印度、沙烏地阿拉伯、阿曼、葉門、伊朗，埃及、馬達加斯加、衣索比亞等。
甘藍指軟珊瑚生活在水深1~1018公尺，最容易在水深5~30公尺。從淺海到深海，生活地區的水溫是4 - 29°C。

## 食物
以端足類、橈足類、浮游植物等，浮游生物，或是以海雪的深海有機物，如果生活在淺水區也有可以蟲黃藻維生。

## 資料來源
1. ↑  . www.marinespecies.org.   [2023-09-15]. （原始内容存档于2022-10-06）.
2. 1 2  . 臺灣生命大百科.   [2023-09-15]. （原始内容存档于2022-05-19） （中文（繁體））.
3. ↑  . Fishipedia.   [2023-09-15] （英语）.
4. 1 2  . www.reeflex.net.   [2023-09-15]. （原始内容存档于2021-12-03） （英语）.